# Fluide de fracturation
Les fluides de fracturation sont des fluides injectés sous haute pression dans une formation géologique (ou plusieurs formations parfois), dans l'objectif de décolmater un puits, ou de fracturer et microfracturer des roches dures et peu perméables pour libérer et exploiter les hydrocarbures (gaz, pétrole) qu'elles contiennent éventuellement en quantité commercialement rentables. 

Dans les deux cas, le fluide a deux fonctions principales
1. introduire les proppants (ou « propping agents », qui sont des produits (naturels ou synthétiques) empêchant que les fissures produites par la fracturation ne se referment sur elles-mêmes)
2. introduire les produits chimiques chargés de désorber les hydrocarbures de la matrice rocheuse

La composition et les teneurs varient selon les contextes géologiques et les besoins de l'exploitant, pour s’adapter au type de roche, phase de travail, profondeur, etc. ainsi qu'aux taux de rendement visé ou espéré pour le forage. 

## Profondeurs d'utilisation
Ces fluides peuvent être injectés à plusieurs kilomètres de profondeur dans le cas des forages gaziers ou pétroliers, ou parfois simplement en subsurface dans le cas d'un puits destinés à produire de l'eau potable, industrielle ou d'irrigation) (Dans ce dernier cas, le fluide n'est généralement que de l'eau, éventuellement additionnée de proppants. Dans les autres cas du sable et des proppants synthétiques, et de nombreux additifs chimiques y sont introduits (moins de 1 % du volume total selon les exploitants, mais dans des volumes d'eau qui peuvent être importants). 

## Composition et teneurs
Ces deux paramètres sont encore tenus confidentiels par les exploitants, tant pour une grande partie des produits chimiques utilisés, que pour la nature des mélanges et la teneur respective de chaque produit (qui peut varier tout au long du processus de fracturation). Les exploitants sont tenus de déclarer aux autorités responsable les produits et additifs employés, leur nom commercial et de fournir la Fiche de sécurité/MSDS (material safety data sheet) correspondante.
Des représentants des grandes compagnies ont demandé au Sénat américain que la loi ne les oblige pas même à révéler les noms de ces produits.

## Fabricants
Depuis les années 2000, quelques groupes du domaine des industries de « services pétroliers »  se partagent ce marché en pleine expansion. Il est en expansion rapide car les ressources conventionnelles les plus accessibles en hydrocarbures sont toutes épuisées, forçant les entreprises pétrolières et gazières à utiliser des forages profonds, dirigés pour collecter du gaz de schiste et de huiles non-conventionnelles, plus profonds et/ou nécessitant des forages dirigés et multiples qui consomment de plus en plus de fluides de forage et de fracking. Au début des années 2010, ce marché était évalué dans le monde à environ 20 milliards de dollars (16 Mrds €) par an), ainsi que des molécules modifiant ou contrôlant la viscosité. Parmi ces entreprise on trouve principalement (Vers 2010)
- Halliburton[1] et quelques multinationales du domaine de la chimie de spécialité et des additifs :
  - Lubrizol[1],
  - la division Engineered Chemistry de Weatherford International (Basée à Houston, au Texas et détenant alors une dizaine d'usines ou plate forme industrielles chimiques, presque tous situés en en Amérique du Nord)[1] ;
  - la division  Integrity Industries de Weatherford International (son siège est aussi au Texas, basé à  Kingsville et elle possédait alors 14 usines, également essentiellement situées en en Amérique du Nord, spécialisées dans la production de fluides de forage et d'adjuvants de forage)[1] ;

ces deux derniers groupes (qui appartenaient à Weatherford) ont été achetés par Lubrizol.

## Technique d'injection hydrodynamique
L'injection proprement dite du fluide produit le phénomène physique de la cavitation qui est utilisé pour améliorer la performance de la technique de forage de puits. L'avantage de cette méthode est qu'elle combine les effets positifs des méthodes de forage vibratoires et rotatives, en associant : 
- la cavitation, et les effets dynamiques des ondes de choc, produites à haute fréquence,
- aux effets statiques de l'outil de coupe de type trépan, utilisant l'eau ou un autre fluide de fracturation, que le forage soit vertical ou horizontal[2].

## Inquiétudes et controverses
Elles portent sur les impacts sur l'environnement et la santé; 
Des citoyens riverains de gisements, et des petites communes se sont peu à peu inquiété, pour leur eau potable et pour leur environnement. 
Parmi les États, c'est l'État de New-York qui semble le premier s'être inquiété pour ses ressources en eau potable. Elles proviennent en effet de deux vastes bassins versants, et de nappes situés dans des secteurs faisant depuis la fin des années 2000 l’objet d’une intense prospection gazière et qui commencent à être exploitées pour le gaz de schiste. Cet État a identifiés que plusieurs des produits chimiques constituant les additifs utilisés aux États-Unis et au Canada dans les fluides de fracturation du sous-sol  peuvent être toxiques pour l'environnement, et affecter la santé humaine.
Une première synthèse  a été produire en 2010, ainsi qu'une vidéo pédagogique , avec l'aide du New York Community Trust, d'une fondation (Winslow Foundation) et de l'EPA (Environmental Protection Agency) à partir des quelques données publiques disponibles (analyses  de fluides utilisés dans un forage de puits de gaz naturel (Crosby 25-3, dans le County Parc, Wyoming), à l'occasion d'un accident qui a libéré du gaz naturel, des condensats d'hydrocarbures et des fluides de forage autour du puits creusé par Windsor Energy Inc, société basée à Oklahoma City, à cause d'une brèche du tubage de surface, durant environ 58 heures du 11 au 13 août 2006). 

Cette synthèse a été produite pour la revue anglophone (International Journal of Human and Ecological Risk Assessment), par les scientifiques de TEDX (The Endocrine Disruption Exchange ; ONG spécialisée dans l'étude des perturbateurs endocriniens,  https://web.archive.org/web/20110128174333/http://endocrinedisruption.com/home.php spécialisée dans les questions d'évaluation des risques écologiques et sanitaires, par des scientifiques  Colborn et al ,.

## Composition chimique
Un exemple est donné ci-après pour montrer la variété des additifs susceptibles d'être employés sur chantiers. En l'absence de références précises sur l'origine de l'échantillon ainsi analysé on considèrera cet inventaire avec une certaine prudence. En effet certains des produits mentionnés sont incompatibles entre eux ou ne peuvent pas être employés simultanément puisque leurs fonctions sont antagonistes. Ceci peut laisser penser qu'il y a eu mélanges entre des fluides de différentes origines (fluide de forage à base d'eau, fluide de forage ou de traitement à base d'hydrocarbures raffinés, fluides de traitement d'eaux industrielles) et que des échantillons issus de ces mélanges ont été prélevés pour l'analyse, soit dans un bassin de rétention soit dans une centrale de retraitement.
Outre de l'eau potable ou non (99 % de la partie liquide du fluide au moins selon les exploitants)
| N° CAS      | Produit chimique (avec dénomination anglophone, en italique) |
| ----------- | --- |
| 2634-33-5   | 1,2-benzisothiazolin-2-one / 1,2-benzisothiazolin-3-one (1,2 Benzisothiazolin-2-one / 1,2-benzisothiazolin-3-one) |
| 95-63-6     | 1,2,4-triméthylbenzène ( 1,2,4-trimethylbenzene) |
| 123-91-1    | 1,4-Dioxane (1,4-Dioxane) |
| 3452-07-1   | 1-eicosène (1-eicosene) |
| 629-73-2    | hexadéc-1-ène ( 1-hexadecene) |
| 112-88-9    | octadéc-1-ène (1-octadecene) |
| 1120-36-1   | 1-tétradécène (1-tetradecene) |
| 10222-01-2  | 2,2-dibromo-3-nitrilopropionamide (2,2-Dibromo-3-nitrilopropionamide) |
| 27776-21-2  | 2,2'-azobis-{2 - (imidazlin-2-yl) propane-dichlorhydrate} (2,2'-azobis-{2-(imidazlin-2-yl)propane}-dihydrochloride) |
| 73003-80-2  | 2,2-Dobromomalonamide (2,2-Dobromomalonamide) |
| 15214-89-8  | polymère acide de sel de sodium 2-acrylamido-2-méthylpropane (2-Acrylamido-2-methylpropanesulphonic acid sodium salt polymer) |
| 46830-22-2  | Chlorure de 2-acryloyloxyéthyl(benzyl)diméthylammonium (2-acryloyloxyethyl(benzyl)dimethylammonium chloride) |
| 52-51-7     | 2-Bromo-2-nitro-1,3-propanediol (2-Bromo-2-nitro-1,3-propanediol) |
| 111-76-2    | 2-butoxyéthanol (2-Butoxy ethanol) |
| 1113-55-9   | 2-dibromo-3-nitriloprionamide (2-monobromé-3-nitriilopropionamide) (2-Dibromo-3-Nitriloprionamide (2-Monobromo-3-nitriilopropionamide)) |
| 104-76-7    | 2-éthylhexanol (2-Ethyl Hexanol) |
| 67-63-0     | 2-propanol /alcool isopropylique / isopropanol / Propane-2-ol (2-Propanol / Isopropyl Alcohol / Isopropanol / Propan-2-ol) |
| 26062-79-3  | Homopolymère de 2-propène-1-aminium, N, N-diméthyl-N-2-chlorure de propényl (2-Propen-1-aminium, N,N-dimethyl-N-2-propenyl-chloride, homopolymer) |
| 9003-03-6   | Homopolymère de sel d'ammonium / acide 2-propènoïque, (2-propenoic acid, homopolymer, ammonium salt) |
| 25987-30-8  | Polymère d’Acide 2-propénoïque (Acide acrylique) avec le 2 p-acrylamide, sel de sodium / Copolymère d'acrylamide et d'acrylate de sodium (2-Propenoic acid, polymer with 2 p-propenamide, sodium salt / Copolymer of acrylamide and sodium acrylate) |
| 71050-62-9  | Acide 2-propénoïque polymérisé avec phosphinate de sodium (1:1). Rem : Le phosphinate de sodium est également nommé « Sodium hypophosphite » (2-Propenoic acid, polymer with sodium phosphinate (1:1)) |
| 66019-18-9  | 2-propénoate télomérisé avec sulfite d'hydrogène de sodium (2-propenoic acid, telomer with sodium hydrogen sulfite) |
| 107-19-7    | 2-propyn-1-ol / Alcool de Progargyl (2-Propyn-1-ol / Progargyl Alcohol) |
| 51229-78-8  | décane 3,5,7-triaza-1-azoniatricyclo [3.3.1.13,7], 1 - (3-chloro-2-yl)-chlorure, (3,5,7-Triaza-1-azoniatricyclo[3.3.1.13,7]decane, 1-(3-chloro-2-propenyl)-chloride ) |
| 115-19-5    | 3-méthyl-1-butyne-3-ol (3-methyl-1-butyn-3-ol ) |
| 127087-87-0 | 4-nonylphénol ramifié polyéthylène glycol éther / nonylphénol éthoxylé / oxyalkylé phénol. Rem : Les nonylphénols sont fortement suspectés d’être des perturbateurs endocriniens. (4-Nonylphenol Polyethylene Glycol Ether Branched / Nonylphenol ethoxylated / Oxyalkylated Phenol). |
| 64-19-7     | Acide acétique (Acetic acid ) |
| 110-17-8    | Acide fumarique (Fumaric acid ), utilisé comme correcteur de pH |
| 68442-62-6  | Acide acétique, hydroxy-, et produits de réaction avec la triéthanolamine (Acetic acid, hydroxy-, reaction products with triethanolamine) |
| 108-24-7    | Anhydride acétique (Acetic Anhydride ) |
| 67-64-1     | Acétone |
| 79-06-1     | Acrylamide |
| 11138-66-2  | Gomme de xanthane (sous les noms commerciaux Barazan D Plus, Barazan D, N-Vis, XC-207), soluble dans l'eau et utilisée pour ses vertus d'inhibition de la corrosion, agent de viscosité, additif des boues de forage et de fracturation. Au-delà d'une certaine quantité ce produit est suspecté de poser des problèmes gastrointestinaux et du foie ainsi que des troubles respiratoires, de la peau et des yeux ; |
| 111-42-2    | Diéthanolamine (sous 3 noms de marques ; Enviro-Torq #3, Clean Up, Union Carbide N-diethanolamine), peut-être utilisé comme détergent. Ce produit est volatil et soluble dans l'eau. Il est considéré comme cancérigène ,, mutagène ,, susceptible de causer des troubles cardiovasculaires ,, du développement , du système digestif (foie, intestin) ,, du système immunitaire ,, des reins ,, du cerveau et du système nerveux ,; |
| 111-30-8    | Glutaraldehydes sous forme de Diald 25, Aldacide G, X-Cide 102. Ce sont des produits solubles dans l'eau et volatils. Ils ne sont pas réputés cancérigènes, mais sont suspectés d'être mutagènes et perturbateurs endocriniens. On suspecte aussi qu'ils provoquent des problèmes respiratoires, du foie, des reins, gastrointestinaux, du sang et cardiovasculaires, ainsi que de développement. Ils sembleraient pouvoir attaquer le système immunitaire, le cerveau et le système nerveux, la peau, le yeux et les organes des sens. Ce produit est aussi suspecté d'être écologiquement dangereux . |
| 67-56-1     | Méthanol, toxique, qui pourrait être remplacé depuis 2008 dans bien des cas par un autre additif présenté par son fabricant (Halliburton) comme plus efficace et plus respectueux de l'environnement (GasPerm 1000, conçu pour les gisements non conventionnels dont réservoirs de gaz naturel, gaz de schistes et méthane de gisements houillers) . |

Des sables radioactifs sont souvent utilisés pour faciliter certaines mesures du réseau fracturé (in situ) . 

À la suite de la détection de radium-226 dans les cours d’eau drainant le champ gazier d'extraction de gaz de schiste de Marcellus Shale, et à la suite d'une étude de l'EPA, le DOE et le Département de la Santé de l’État de New-York) et General electric vont dépenser 2 millions de dollars sur 2 ans pour décontaminer des sols et sédiments pollués par la radioactivité libérée dans les rivières à partir des produits utilisés ou remontés par les fluides de fracturation et de forage

Une technologie alternative incluant des éléments non radioactifs introduits dans le revêtement d'un agent de soutènement enduit de résine a été présentée en 2009. L'agent de soutènement est étiqueté non dangereux et respectueux de l'environnement. Il est tagué par une activation in situ (après qu'il a été placé dans la fracture) par un outil de diagraphie contenant une source de neutrons. La balise émet des rayons gamma activés à un niveau d'énergie caractéristique qui peut être détecté par l'outil de consignation .

## Proportions par typologies d'additifs

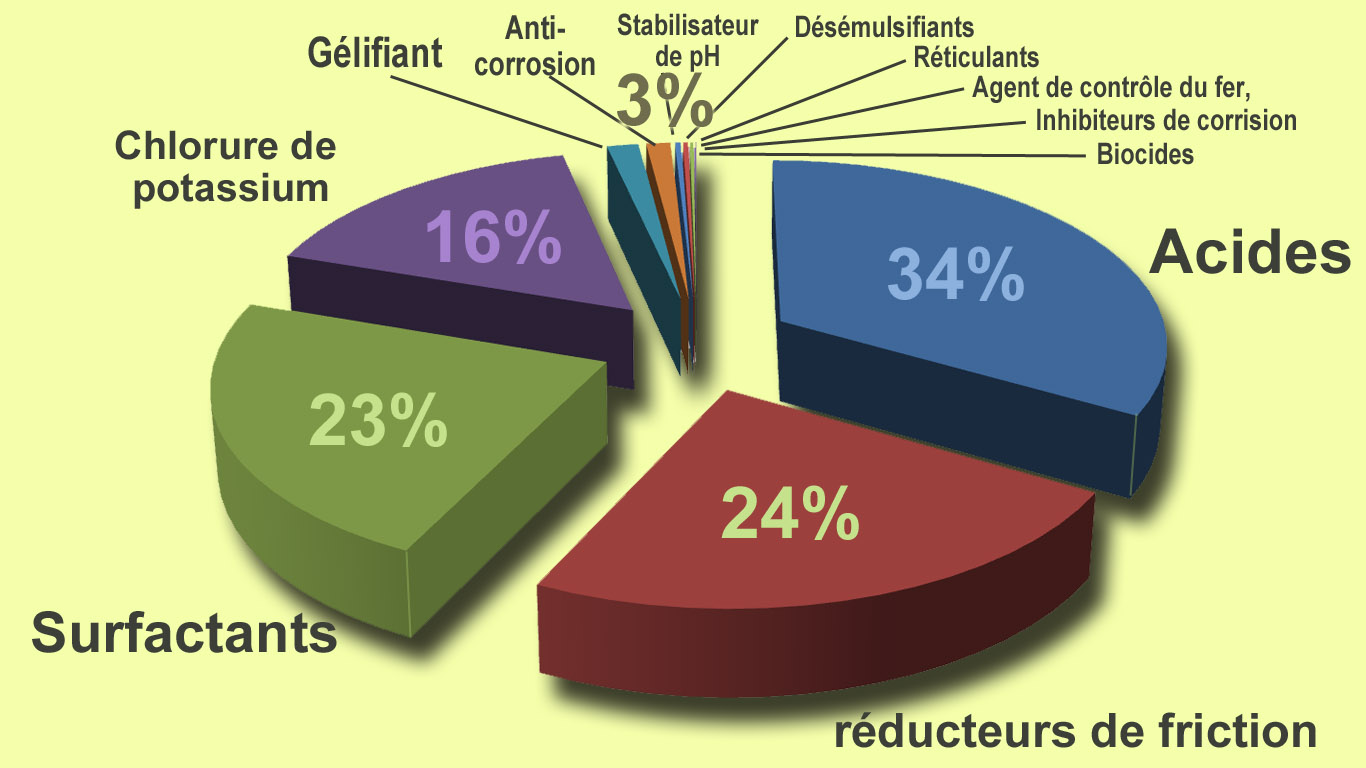
Proportions de divers agents chimiques utilisés dans la part d'additifs du fluide de fracturation (pour un cas présenté, dans le réservoir « Fayetteville Shale » aux États-Unis

Ces proportions peuvent significativement varier selon les contextes et les objectifs opérationnels, avec des ajustements faits lors du forage. 
Le tableau ci dessous donne une liste et des taux indicatifs publiés aux États-Unis (2009). 
| Additif                                                 | composés principaux                                                                         | proportion (% du vol.) |
| ------------------------------------------------------- | ------------------------------------------------------------------------------------------- | ---------------------- |
| Eau                                                     | (eau douce à salée selon les cas)                                                           | 90 %                   |
| « Proppants » = Agents de soutènement                   | Silice cristalline (sable, éventuellement enrobé de résine phénolique), billes de céramique | 9,51 %                 |
| Acides forts                                            | Acide chlorhydrique                                                                         | 0,123 %                |
| Agents réducteurs de friction                           | Polyacrylamide, Huiles minérales                                                            | 0,088 %                |
| Surfactants = Agents diminuant la tension superficielle | 2-Butoxyéthanol,Isopropanol, Octylphénol éthoxylé                                           | 0,085 %                |
| Sels stabilisateurs de l’argile                         | Chlorure de potassium Tétraméthylammonium (Chlorure de tétraméthylammonium)                 | 0,06 %                 |
| Agents gélifiants                                       | Bentonite, Gomme Guar, Hydroxyéthylcellulose                                                | 0,056 %                |
| Inhibiteurs d'entartrage des canalisations              | Éthylène-glycol, Propylène glycol                                                           | 0,043 %                |
| Fluidifiant (pour les hautes température)               | Perborate de sodium, Borates, Anhydride acétique                                            | 0,007 %                |
| Agents de tenue des gels                                | Hémicellulase, Persulfate d'ammonium, Quebracho                                             | 0,01 %                 |
| Agents de contrôle du pH                                | Carbonate de sodium, Carbonate de potassium, Chlorure d'ammonium                            | 0,011 %                |
| Agents de contrôle du taux de fer                       | Acide citrique, EDTA                                                                        | 0,004 %                |
| Inhibiteurs de corrosion                                | Dérivés de la Quinoléine, Diméthylformamide (DMF), Alcool propargylique                     | 0,002 %                |
| Biocides (antibiotique)                                 | Dibromoacétonitrite, Glutaraldéhyde, DBNPA                                                  | 0,001 %                |

### Vidéographie
- (en) présentation du groupe Encana du forage horizontal, de l’utilisation d’explosif puis de fluide de fracturation
- (en) présentation par ChesapeakeEnergy
- (en) seismic animation
- (en) Well completion
- (en) Forage horizontal
- (en) Forage horizontal et fracturation
- (en) Mise sous pression et fracturation
- (en) Forage horizontal et fracturation
- (en) Puits multiples, et multiniveaux